# Angelle Kwemo
Angelle Kwemo, née le 26 juin 1967 à Douala est une femme d'affaires, juriste et philanthrope camerounaise. Elle a travaillé pendant sept années au congrès américain. Elle est engagée dans le rapprochement entre l'Afrique et les États-Unis et la promotion du commerce interafricain.

## Biographie
Angelle Kwemo est née le 26 juin 1967 à Douala, dans la région du littoral au Cameroun. Elle effectue ses études en France, à Rouen où elle obtient un diplôme d’études approfondies en droit des activités économiques. En 1994, elle commence sa carrière dans le cabinet d’affaire maritime du groupe Bolloré Technology. Elle entre ensuite chez Geodis Overseas Technology où elle devient directrice du département juridique à 32 ans. En juin 2001, elle quitte le Cameroun pour les États-Unis où elle reprend ses études en droit et obtient un Master of Laws (LLM) en droit du commerce international. Elle choisit de se spécialiser dans l'énergie, et le commerce. Elle travaille en 2005 comme assistante de recherche pour Oxfam et en parallèle comme professeur assistante .
Elle est la présidente et fondatrice de l'Initiative Believe In Africa (BIA), une organisation qu'elle fonde en 2013 avec pour objectif de faire la promotion du secteur privé africain. En 2018, elle fonde également African Women in Agriculture and Art (AWAA), une organisation qui vise à soutenir les femmes africaines dans les secteurs de l’agriculture et des arts en les connectant avec des ressources et des opportunités.

## Prix et distinctions
Le 19 novembre 2011, le gouverneur du Maryland, Martin O’Malley, lui décerne la Governor’s Citation pour les multiples services rendus à la diaspora africaine. En 2015, les magazines Minority business magazine, Inspire Africa et Africa 24 la distinguent comme l’une des « 50 femmes les plus puissantes en affaires et leadership » et « la personnalité africaine la plus inspirante » et l’une des « 50 Africaines les plus influentes de la diaspora ».